# Luigi Brugnatelli
Luigi Brugnatelli (Zinasco, 9 de desembre de 1859 — Pavia, 27 d'abril de 1928) va ser un científic i mineralogista italià. Luigi Brugnatelli es va llicenciar en química a la Universitat de Pavia, on començà la seva carrera, igual que el seu pare, avi i besavi (una família de químics de quatre generacions graduats a la mateixa universitat).